# Чешский национальный банк
Чешский национальный банк (чеш. Česká národní banka) — центральный банк Чехии, образованный 1 января 1993 года, одновременно с вводом в обращение чешской кроны в результате распада Чехословакии. Является преемником Государственного банка Чехословакии.
В задачи банка входит:
- Установление процентных и дисконтных ставок по своим операциям.
- Разработка политики своих операций на кредитном и открытом рынках.
- Установление резервных требований к кредитным институтам.